# Scherifenkalifat
Bei dem Scherifenkalifat Hedschas (arabisch الخلافة الشريفية, DMG al-Ḫilāfa aš-Šarīfiyya) handelte es sich um ein arabisch-muslimisches Kalifat, das anstelle des osmanischen Kalifats errichtet wurde. Es wurde im Jahr 1924 von den scherifischen Herrschern des Haschemitischen Königreichs Hedschas ausgerufen.

## Geschichte
Das Konzept eines Scherifenkalifats wurde bereits im 15. Jahrhundert diskutiert und gewann gegen Ende des 19. Jahrhunderts aufgrund des Niedergangs des Osmanischen Reiches an Bedeutung. Trotzdem gab es kaum Beweise dafür, dass die Idee breite Unterstützung in der arabischen Welt oder anderswo gefunden hatte.
Im Zuge des Türkischen Befreiungskrieges wurde das osmanische Sultanat am 1. November 1922 abgeschafft, während das Amt des Kalifen für weitere sechzehn Monate beibehalten wurde. Abdülmecid II. bekleidete das Amt bis zum 3. März 1924, als es offiziell von der Großen Nationalversammlung der Türkei abgeschafft wurde.
Hussein ibn Ali erklärte sich daraufhin selbst zum Kalifen und stützte seinen Anspruch auf seine prophetische Abstammung sowie seine Kontrolle über die beiden heiligsten Moscheen des Islam. Doch sein Kalifat fand keine breite Anerkennung in der kolonialen arabischen Welt und wurde 1924/25 beendet, als die haschemitische Familie aus der Hedschas-Region fliehen musste.
Ein letzter Versuch, das Amt und den Stil des Kalifen mit umfassender Anerkennung wiederherzustellen, wurde von König al-Husain ibn Ali al-Haschimi von Hedschas und Scherif von Mekka unternommen. Er bekleidete das Amt vom 11. März bis zum 3. Oktober 1924 und übergab es schließlich an seinen Sohn Ali ibn al-Husain al-Haschimi, der das Amt und den Stil des Kalifen nicht annahm.